# 10795 Баббен
10795 Баббен (10795 Babben) — астероїд головного поясу.
Тіссеранів параметр щодо Юпітера — 3,070.